# Фургон мороженщика

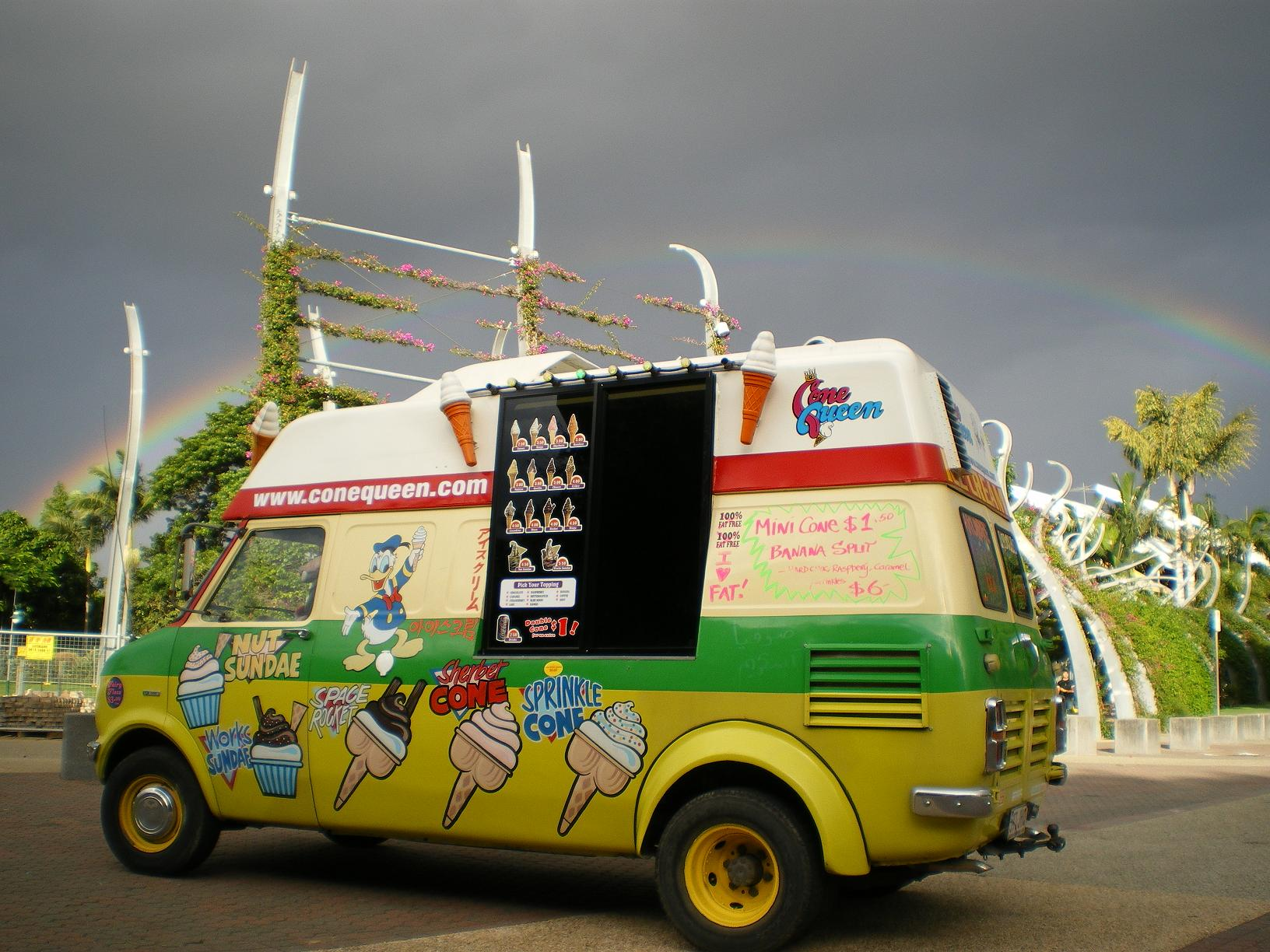
Фургон с мороженым в Австралии.

Фургон мороженщика (англ. ice cream van) — грузовой торговый автомобиль, оснащённый соответствующим холодильным оборудованием для хранения и транспортировки мороженого, назначением которого является его перевозка с целью розничной продажи. Фургоны с мороженым, остающиеся до настоящего времени достаточно распространённым явлением во многих странах Запада, а также в Израиле и Юго-Восточной Азии, часто встречаются в местах большого скопления людей, в том числе на общественных мероприятиях, парках, пляжах; нередко они останавливаются на некоторое время на улицах возле жилых районов или школ, где бывает большое количество детей.
Чаще всего такие фургоны торгуют фруктовым льдом (в некоторых странах также софуто-куриму), а иногда и охлаждёнными безалкогольными напитками. Для привлечения покупателей на таких фургонах могут быть нарисованы яркие изображения мороженого или фруктового льда или же портреты героев популярных мультфильмов; последнее иногда может приводить к серьёзным юридическим спорам с правообладателями. На некоторых фургонах имеются предупредительные надписи для автомобилистов, сообщающие, что из-за такого фургона могут внезапно выскочить дети, в связи с чем его необходимо объезжать аккуратно.
Коммерческие грузовые автомобили для перевозки мороженого стали появляться в Западной Европе и Америке ещё в первые десятилетия XX века, когда развитие соответствующих технологий позволило транспортировку продуктов, которые должны находиться в охлаждённом состоянии, таких как мясо и молоко. Изначально в таких грузовиках перевозили обычное мороженое, поскольку морозилки в то время были предметом роскоши и имелись далеко не в каждой семье. Позже, когда холодильники с морозильными камерами широко распространились в жилых домах и торговых сетях, основным товаром таких фургонов стал разнообразный фруктовый лёд и подобные виды холодной продукции.
В Швеции фургоны с мороженым впервые появились в 1960-х годах, в Финляндии — только в 1993 году. Последняя финская компания, владевшая подобными грузовиками, прекратила свою деятельность в 2013 году, однако в 2014 году появилась информация о возможном возвращении фургонов с мороженым на улицы финских городов. В Израиле первым владельцем фургона с мороженым стал Мордехай Давид, начавший свою деятельность в 1979 году и продолжающий её до сих пор.
Фургоны с мороженым периодически подвергаются разнообразной критике со стороны СМИ — как источники шума или, например, как прикрытие для торговли сигаретами. Вместе с тем нередко они рассматриваются как важные культурные символы, написано несколько песен, посвящённых им.